# Ротлинг
Ротлинг (нем. Rotling); также Рышак или Ружак (чеш. Ryšák или чеш. Růžák); также иногда Шиллер (нем. Schiller) — вариант розового вина, полученный из смеси белого и красного винограда, либо из смеси свежевыжатых соков из белого и красного винограда.

## Происхождение
Сложно сказать, где впервые придумали массово производить вино из смеси красного и белого винограда. В Германии, в Саксонии, считается[кем?], что массовое производство ротлинга началось в Саксонии, в средние века. Там ходит легенда, что средневековые студенты просили вино подешевле, а смешивать остатки от разных сортов винограда вместе для производства вина, это, согласно этой же легенде, был самый дешевый способ производства вина. А в Швейцарии встречается мнение, что ротлинг придумали местные виноделы, якобы, чтобы сберечь урожай от ранних заморозков и предотвратить поклёв птицами. Учитывая простоту идеи, могло быть и так, что ротлинг появился независимо в нескольких местах сразу. Отдельный вопрос, это происхождение и распространение наименований[прояснить].

## География
Вино подобным образом изготавливают в Центральной Европе, в частности, в Германии, Чехии, Швейцарии, Венгрии.
В Германии его производят в винодельческих регионах Баден, Вюртемберг, Саксония, Франкония. 
В Чехии, в Моравии, делают ротлинг, который там называют рышак или ружак (чеш. ryšák или чеш. růžák). Производят рышак как из смеси сортов винограда, так и из полевой смеси.
В Венгрии ротлинг, который там называют шиллер (венг. Siller) делали в исторической области Банат из остатков винограда, причем смешивали как столовые, так и технические сорта. Сейчас[когда?], венгерский шиллер запрещено[кем?] делать из смеси белых и чёрных сортов, и его производят также, как и обычное розовое вино, но с удлинённым временем мацерации. Таким образом, ротлинг в Венгрии более не производится, хотя название и осталось.
В Южной Австрии производится розовое вино Шильхер (нем. Schilcher), которое иногда называют шиллер. Оно производится по традиционной технологии из красного технического автохтонного сорта Блауэр Вильдбахер и, несмотря на название, не является ротлингом.
В ЕС подобное вино нельзя маркировать, как розовое[почему?], а во Франции такой способ производства розового вина запрещён[кем?][когда?]. Единственное исключение[почему?], это производство розового шампанского, которое разрешено делать из смеси белого и красного виноматериала, но не смеси винограда или виноградных соков. Способ непопулярен среди основных производителей шампанского.

## Варианты
- Шиллервейн (нем. Schillerwein), иногда называемый просто Шиллер (нем. Schiller)  — ротлинг из региона Вюртемберг[3]. Его обычно производят из смеси Рислинга и Троллингера. Шиллервейн, это защищённое географическое указание.
- Бадиш Ротгольд (нем. Badisch Rotgold, буквально, Баденское Красное золото) — ротлинг из региона Баден[4]. Производится исключительно из белого сорта Граубургундер (Пино-гри), минимум 51%, и чёрного сорта Шпетбургундер (Пино-нуар), максимум 49%. Производится аналогично шиллеру.
- Шилер (нем. Schieler) — ротлинг из региона Саксония. Обязательно должен быть произведен из полевой смеси.

В некоторых других регионах используется наименование Шиллер (нем. Schiller), и производство ротлинга подчиняется своим локальным правилам. Например, в швейцарском Граубюндене доля красных сортов винограда должна превышать долю белых. А в швейцарском Вале шиллер должен состоять из 85% Шаслы белой (нем. Fendant) и 15% Пино-нуара.
В Российской империи из смеси белых и чёрных сортов винограда производилось розовое полусладкое вино «Солнечная Долина».

## Характеристика вина
Практически не обладает потенциалом к хранению. Рекомендуется употреблять молодым.